# Saltos ornamentais no Campeonato Europeu de Esportes Aquáticos de 2018 - Trampolim 1 m individual feminino
A prova do trampolim 1 m individual feminino dos saltos ornamentais no Campeonato Europeu de Esportes Aquáticos de 2018 ocorreu no dia 10 de agosto no Royal Commonwealth Pool, em Edimburgo no Reino Unido. 

## Calendário
| Fase       | Data         | Hora  |
| ---------- | ------------ | ----- |
| Preliminar | 10 de agosto | 09:30 |
| Final      | 10 de agosto | 15:15 |

Todos os horários estão no horário local (UTC+0)

## Medalhistas
| Ouro                   | Prata                  | Bronze                |
| Mariia Poliakova (RUS) | Nadezhda Bazhina (RUS) | Elena Bertocchi (ITA) |

## Resultados
Esses foram os resultados da competição.
| Pos.              | Saltadora           | Nacionalidade | Preliminar | Preliminar | Final         | Final         |
| Pos.              | Saltadora           | Nacionalidade | Pontos     | Pos.       | Pontos        | Pos.          |
| ----------------- | ------------------- | ------------- | ---------- | ---------- | ------------- | ------------- |
| Medalha de ouro   | Mariia Poliakova    | Rússia        | 251.85     | 4          | 285.55        | 1             |
| Medalha de prata  | Nadezhda Bazhina    | Rússia        | 263.60     | 2          | 276.00        | 2             |
| Medalha de bronze | Elena Bertocchi     | Itália        | 258.20     | 3          | 271.25        | 3             |
| 4                 | Tina Punzel         | Alemanha      | 273.70     | 1          | 254.10        | 4             |
| 5                 | Viktoriya Kesar     | Ucrânia       | 230.50     | 10         | 245.40        | 5             |
| 6                 | Hanna Pysmenska     | Ucrânia       | 241.60     | 7          | 237.85        | 6             |
| 7                 | Kaja Skrzek         | Polónia       | 222.65     | 11         | 237.60        | 7             |
| 8                 | Alena Khamulkina    | Bielorrússia  | 241.50     | 8          | 229.40        | 8             |
| 9                 | Michelle Heimberg   | Suíça         | 249.10     | 5          | 229.35        | 9             |
| 10                | Katherine Torrance  | Reino Unido   | 217.35     | 12         | 228.90        | 10            |
| 11                | Louisa Stawczynski  | Alemanha      | 243.20     | 6          | 221.50        | 11            |
| 12                | Jessica Favre       | Suíça         | 241.30     | 9          | 216.30        | 12            |
| 13                | Daniella Nero       | Suécia        | 216.80     | 13         | Não avançaram | Não avançaram |
| 14                | Roosa Kanerva       | Finlândia     | 212.15     | 14         | Não avançaram | Não avançaram |
| 15                | Scarlett Mew Jensen | Reino Unido   | 209.75     | 15         | Não avançaram | Não avançaram |
| 16                | Laura Bilotta       | Itália        | 209.40     | 16         | Não avançaram | Não avançaram |
| 17                | Marcela Marić       | Croácia       | 206.80     | 17         | Não avançaram | Não avançaram |
| 18                | Indrė Girdauskaitė  | Lituânia      | 197.75     | 18         | Não avançaram | Não avançaram |